# Erumaipatti
Erumaipatti là một thị xã panchayat của quận Namakkal thuộc bang Tamil Nadu, Ấn Độ.

## Nhân khẩu
Theo điều tra dân số năm 2001 của Ấn Độ, Erumaipatti có dân số 9303 người. Phái nam chiếm 51% tổng số dân và phái nữ chiếm 49%. Erumaipatti có tỷ lệ 71% biết đọc biết viết, cao hơn tỷ lệ trung bình toàn quốc là 59,5%: tỷ lệ cho phái nam là 79%, và tỷ lệ cho phái nữ là 63%. Tại Erumaipatti, 10% dân số nhỏ hơn 6 tuổi.